# روان‌گرایی خاک

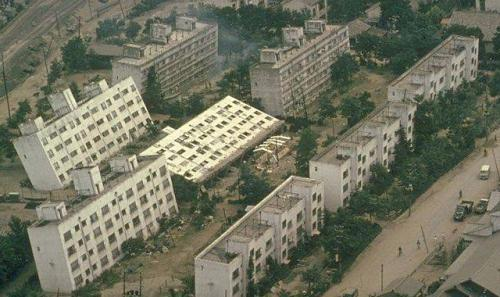
برخی از تاثیرهای روان‌گرایی خاک در زمین‌لرزهٔ نیگاتا در سال ۱۹۶۴

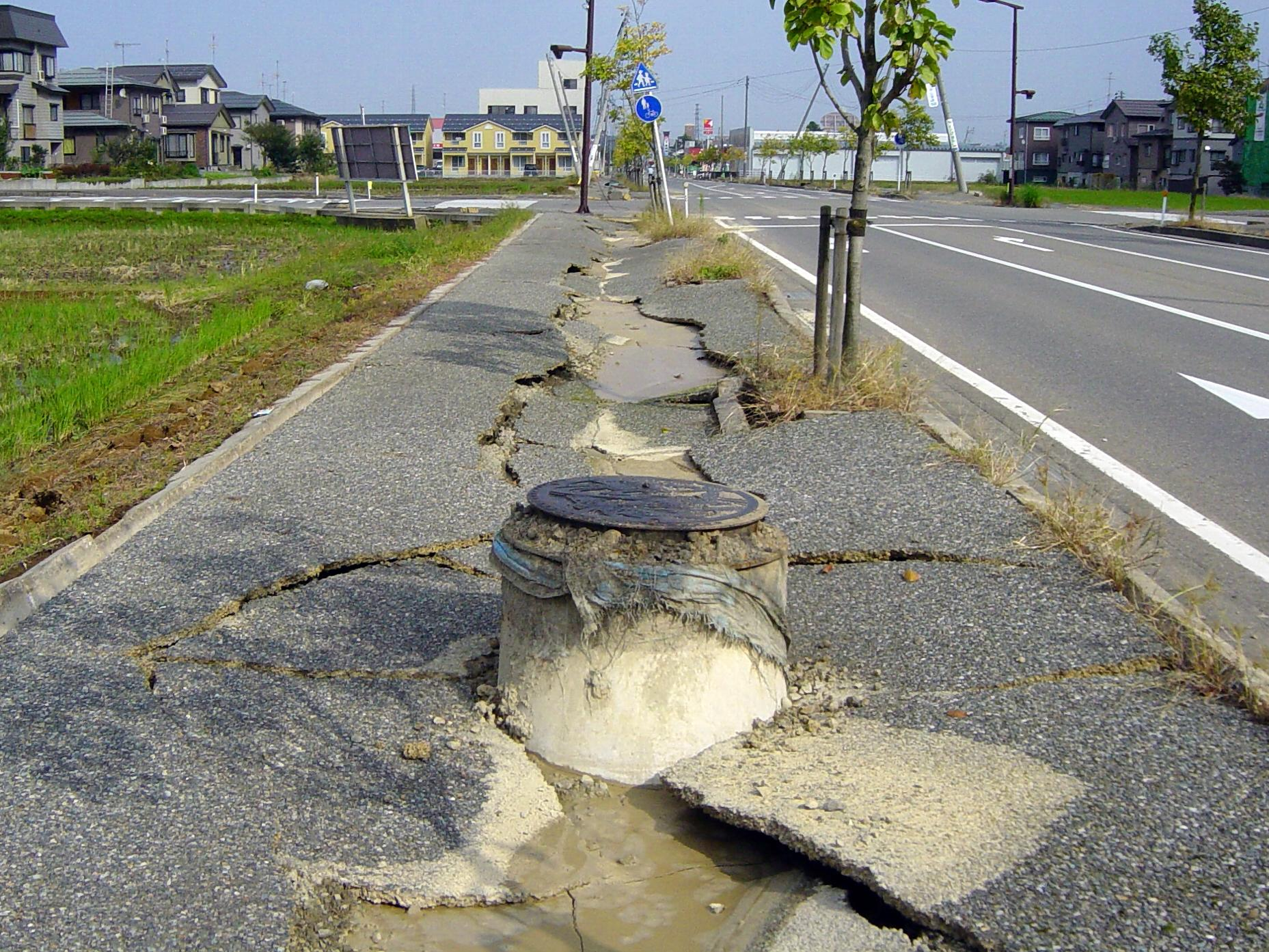
روان‌گرایی باعث شده تا لوله‌های فاضلاب بالا بیایند؛ زمین‌لرزه چوتسو در سال ۲۰۰۴

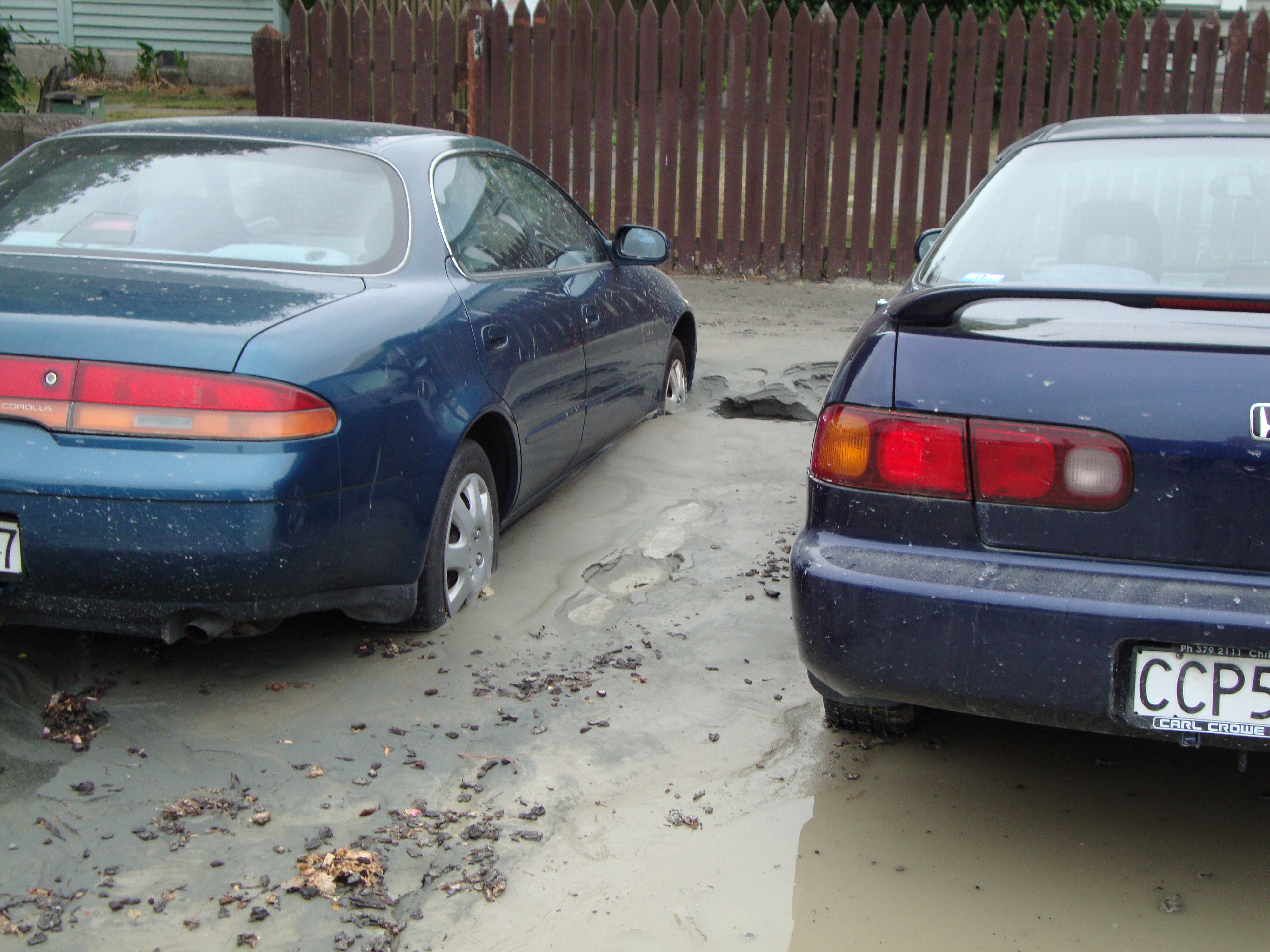
تاثیر روان‌گرایی خاک در زمین لرزهٔ کرایست‌چرچ با بزرگای ۶٫۳ در مقیاس ریشتر، زلاندنو، فوریهٔ ۲۰۱۱.

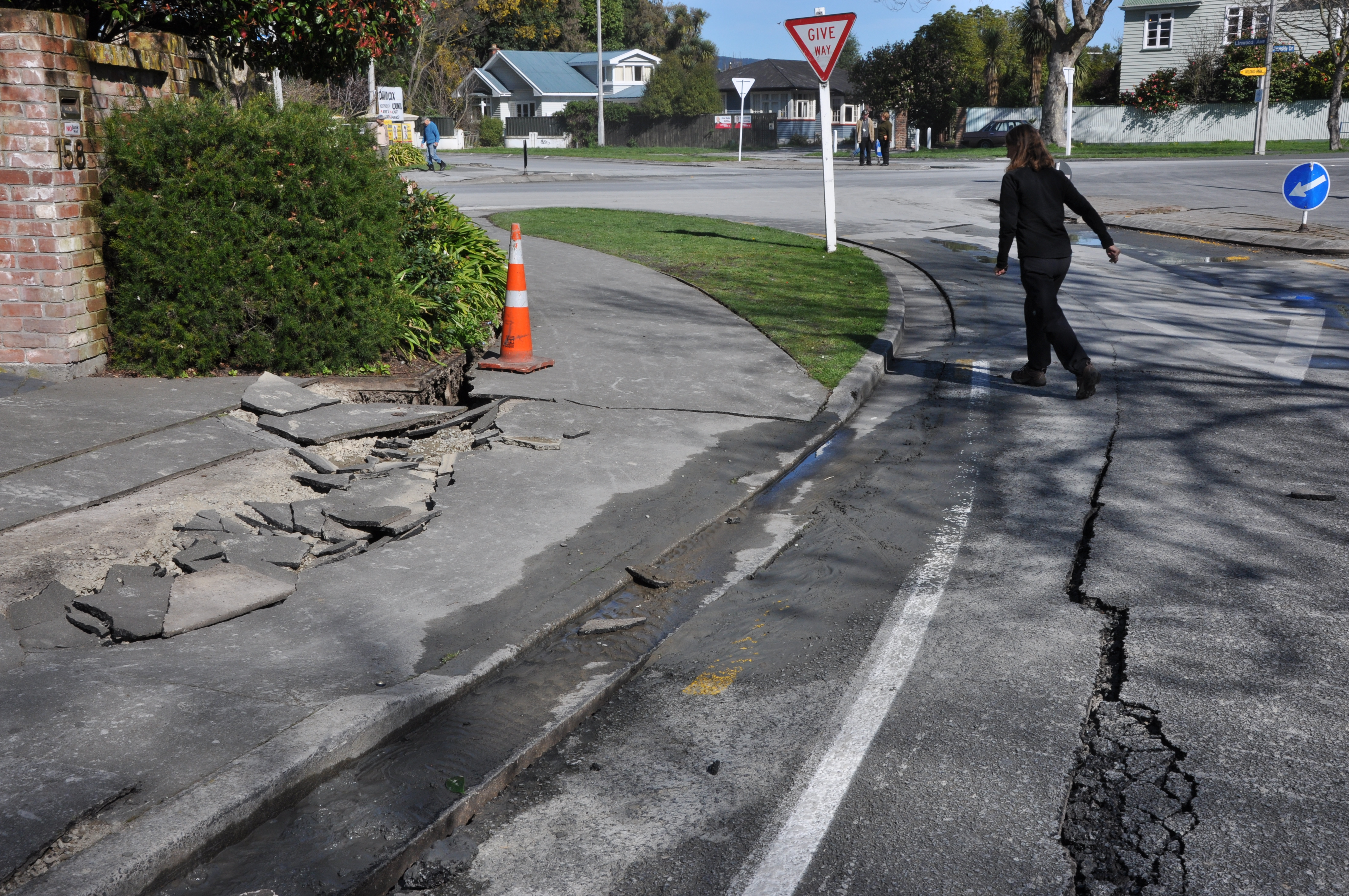
گسترش جانبی در کرایست‌چرچ، زلاندنو، به علت روانگرایی خاک در طول زمین لرزهٔ سال ۲۰۱۰ کنتربری با بزرگای ۷٫۱ ریشتر

روان‌گرایی خاک پدیده‌ای است که در آن خاک اشباع در اثر تنش شدیدی که به آن وارد می‌شود، مقاومت و سختی خود را به‌طور کامل ازدست می‌دهد و مانند یک مایع رفتار می‌کند. این تنش وارده می‌تواند در اثر تکان‌های ناشی از زمین‌لرزه یا دگرگونی‌های ناگهانی در شرایط تنش خاک باشد.
عبارت روان‌گرایی در مکانیک خاک برای اولین بار توسط هازن در مسئلهٔ شکست سد کالاوراس در کالیفرنیا مطرح شد. وی دلیل روانی دیوارهٔ خاکی سد را چنین توضیح داد:
اگر فشار آب حفره‌ای میان دانه‌های خاک آن‌قدر زیاد باشد تا بتواند بار وارده را تحمل کند، ممکن است باعث شود تا دانه‌های خاک بوسیلهٔ آب از یکدیگر جدا شوند و گویی وضعیت خاک موجود به شرایط ماسهٔ روان تبدیل شده باشد، به این معنی که با جابجایی بخشی از ماده درون آن تجمع فشار بوجود آید و با جابجایی یک ذره دیگری نیز پس از آن جابجا شود و کم‌کم مانند یک مایع روان شود.
این پدیده بیشتر در خاک‌های اشباع، شُل (با چگالی کم یا غیر متراکم) و ماسه‌ای دیده شده‌است. این مطلب به این دلیل است که ماسه‌های شُل در اثر بار وارده تمایل به متراکم شدن دارند اما ماسه‌های متراکم در مقابل تمایل به افزایش حجم دارند. اگر خاک از آب اشباع باشد، مانند خاکی که پایین‌تر از سطح آب زیرزمینی یا سطح دریا است، آنگاه آب فضای میان دانه‌های جامد را پر می‌کند (فضای حفره‌ای) حال اگر فشاری به خاک وارد شود، این فشار به آب موجود در این فضاهای خالی وارد می‌گردد در مقابل آب تلاش می‌کند تا از فضای حفره‌ای خاک تحت فشار خارج شود و به جایی با فشار کمتر سرازیر گردد (معمولاً آب به سمت سطح زمین یا به سمت بالا حرکت می‌کند). با این حا اگر فشار سریع واردشود و به اندازهٔ کافی بزرگ باشد یا به تعداد زیاد تکرار شود (مانند آنچه که در زمین‌لرزه اتفاق می‌افتد یا فشاری که در اثر طوفان وارد می‌شود) به گونه‌ای که آب فرصت آن را پیدا نکند تا دور بعدی (چرخهٔ بعدی) که دوباره بار وارد می‌شود از میان دانه‌های خاک به بیرون جاری شود، آنگاه فشاری در آب به وجود می‌آید که از تنشی که باعث کنار هم و در تماس نگه داشتن دانه‌های جامد خاک می‌شود بسیار فراتر می‌رود. تماس میان دانه‌های خاک تنها راهی است که بوسیلهٔ آن وزن ساختمان و لایه‌های زیر آن به لایه‌های خاک در عمق پایین‌تر یا سنگ بستر منتقل می‌شود. حال وقتی خاک این چنین ساختارش را از دست می‌دهد و تماس میان دانه‌های جامد از بین می‌رود، دیگر هیچ مقاومتی از خود نشان نمی‌دهد (توانایی خود در انتقال تنش برشی را ازدست می‌دهد) و مانند یک سیال جاری می‌شود. روانگرایی خاک در زمین‌های نزدیک رودخانه‌ها، دریا یا اقیانوس بیشتر دیده می‌شود مانند زمین لرزهٔ گواتمالا در ۱۹۷۶ که در زمین‌های نزدیک رود موتاگوآ روی داد.
با وجود آنکه مفهوم روان گرایی خاک پیش‌تر برای مهندسان شناخته شده بود اما پس از زمین‌لرزه‌های ۱۹۶۴ نیگاتا و ۱۹۶۴ آلاسکا مورد توجه مهندسان قرار گرفت. همچنین روان گرایی عامل اصلی ویرانی‌های سان‌فرانسیسکو در زمین‌لرزهٔ ۱۹۸۹ لوماپریئتا و بندر کوبه در زمین‌لرزهٔ بزرگ هانشین در سال ۱۹۹۵ بود. همچنین ویرانی‌های شدیدی که در منطقهٔ مسکونی و حومه‌ای کرایست‌چرچ در زلاندنو در طول زمین‌لرزه ۲۰۱۰ کنتربری و شدیدتر آن در زمین‌لرزه ۲۰۱۱ زلاندنو اتفاق افتاد همگی ناشی از روانگرایی خاک بود.
در بسیاری از کشورهای پیشرفته آیین‌نامهٔ ساخت و ساز مهندسان را مجبور می‌کند که اثرات روان‌گرایی خاک را در طراحی ساختمان‌ها، پل‌ها، سدها و سازه‌های نگهدارنده در نظر بگیرند.

## تعریف فنی
نوعی از روان‌گرایی خاک، زمانی روی می‌دهد که تنش مؤثر خاک تا مرز صفر کاهش یافته باشد، که در نتیجهٔ آن مقاومت برشی خاک به‌طور کامل ازدست می‌رود. چنین وضعیتی می‌تواند از یک بارگذاری یکنواخت مانند یک تک تغییر ناگهانی در تنش بالاسری (مانند افزایش بار ناگهانی در یک سد خاکی) یا یک بار دوره‌ای (چرخه‌ای) مانند تکرار تغییر شرایط تنش برای نمونه می‌توان از بار موج (ساحلی) یا بار ناشی از لرزش‌های زمین‌لرزه نام برد. در هر دوی این حالت‌ها، در اثر تغییر بار، مقدار زیادی فشار آب حفره‌ای در یک خاک اشباع سُست، ایجاد شده‌است و پس از آن خاک مانند یک سیال روان شده‌است. این پدیده به این دلیل است که در اثر بار بزرگ وارد شده به خاک، مقدار زیادی فشار آب حفره‌ای در خاک ایجاد می‌شود، فشاری که در اثر بارگذاری زهکشی نشده، از دانه‌های جامد خاک به آب موجود در حفره‌های خاک منتقل شده‌است، با افزایش فشار آب حفره‌ای تنش مؤثر کاهش می‌یابد و در نتیجه مقاومت خاک کاهش می‌یابد و خاک روان می‌شود. روان‌گرایی بیشتر در خاک‌های ماسه‌ای، لای غیر خمیری (غیر پلاستیک) و بسیار کم در شن و رُس رخ می‌دهد. (نگاه کنید به رس روان)

## یادداشت و منبع
- مشارکت‌کنندگان ویکی‌پدیا. «Soil liquefaction». در دانشنامهٔ ویکی‌پدیای انگلیسی، بازبینی‌شده در ۲ ژوئیه ۲۰۱۱.

1. ↑  Hazen, A. (1920). Transactions of the American Society of Civil Engineers. 83: 1717–۱۷۴۵. {{cite journal}}: Missing or empty |title= (help)
2. ↑  Heather.McCullough. "نسخه آرشیو شده". www.ngdc.noaa.gov (به انگلیسی). Archived from the original on 1 December 2017. Retrieved 20 January 20182017-11-27. {{cite web}}: Check date values in: |access-date= (help); Cite has empty unknown parameters: |urltrad=، |subscription= و |coauthors= (help)
3. ↑  «Geologists arrive to study liquefaction", TVNZ
4. ↑  «Christchurch areas to be abandoned", NZ Herald
5. ↑  NEHRP recommended provisions for seismic regulations for new buildings and other structures (FEMA 450). Washington D.C.: National Institute of Building Sciences. 2004. {{cite book}}: |first= missing |last= (help)
6. ↑  EN1998-5:۲۰۰۴ Eurocode 8 - Design of structures for earthquake resistance. Part 5: Foundations, retaining structures and geotechnical aspects. Brussels: European Committee for Standardisation. 2004. {{cite book}}: |first= missing |last= (help)
7. ↑  International Code Council Inc. (ICC) (2006). International Building Code. Birmingham, Alabama, US: International Conference of Building Officials, and Southern Building Code Congress International, Inc. p. 679. ISBN ISBN 978-1-58001-302-4. {{cite book}}: Check |isbn= value: invalid character (help)

پیوند به بیرون 
- Soil Liquefaction
- Liquefaction – Pacific Northwest Seismic Network
- Liquefaction in Chiba, Japan on YouTube recorded during the 2011 Tohoku earthquake